# Loriol-sur-Drôme

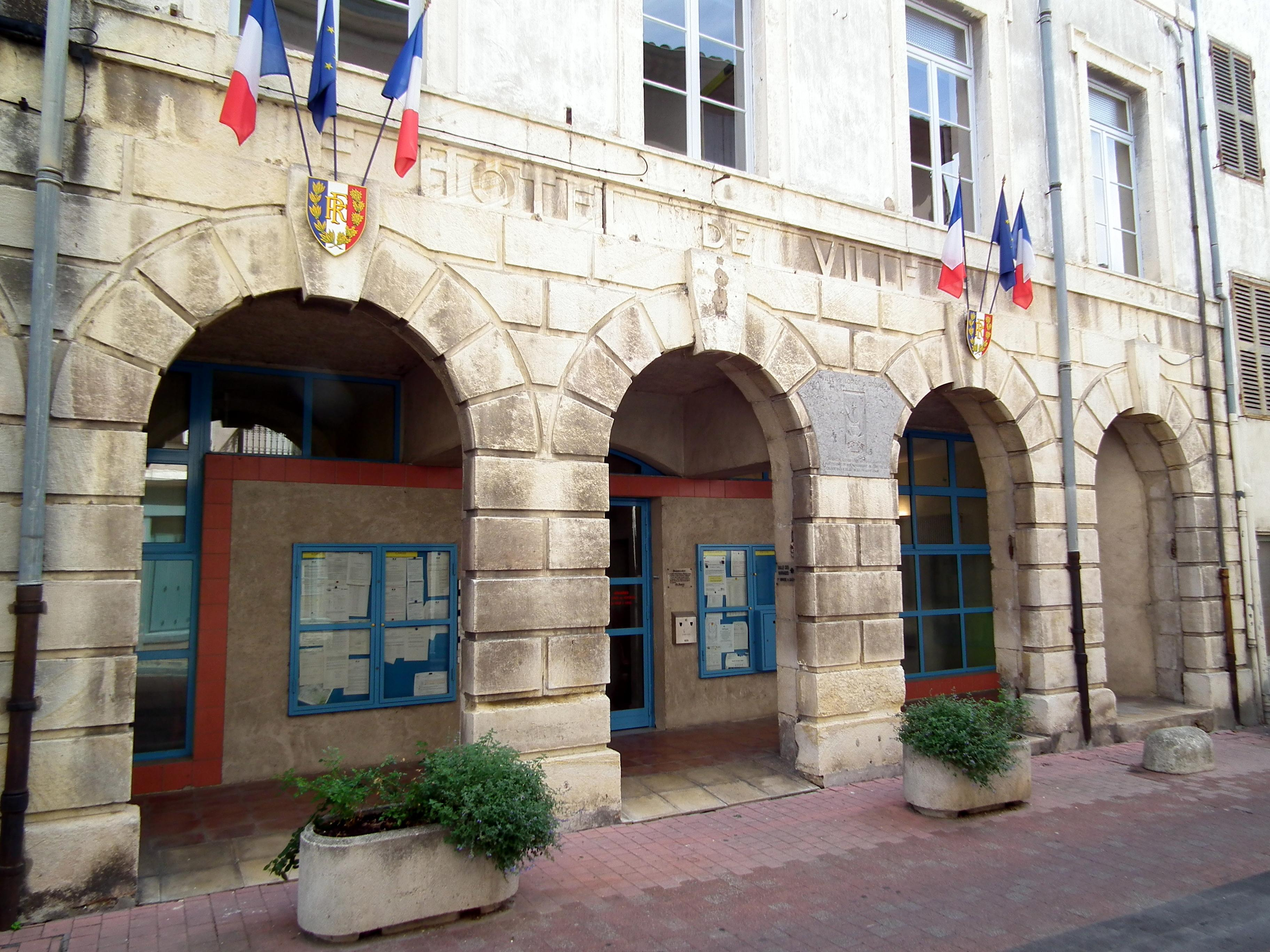
Ratusz w Loriol-sur-Drôme (2011)

Loriol-sur-Drôme – miejscowość i gmina we Francji, w regionie Owernia-Rodan-Alpy, w departamencie Drôme.
Według danych na rok 1990 gminę zamieszkiwało 5609 osób, a gęstość zaludnienia wynosiła 196 osób/km² (wśród 2880 gmin regionu Rodan-Alpy Loriol-sur-Drôme plasuje się na 153. miejscu pod względem liczby ludności, natomiast pod względem powierzchni na miejscu 249.).

## Populacja

Populacja Loriol-sur-Drôme w latach 1962–2008